# تخت جراحی

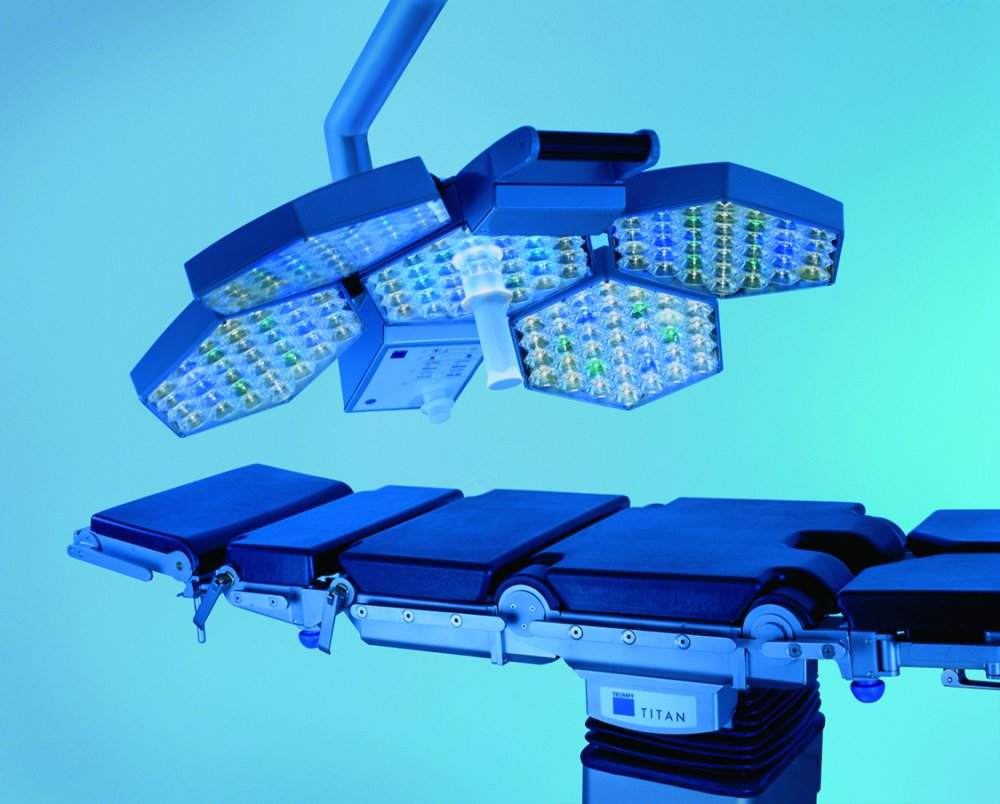
تخت جراحی در اتاق عمل

تخت عمل جراحی یا میز جراحی (به انگلیسی: Surgical operating table) وسیله‌ای است که بیمار در طول عمل جراحی بر روی آن دراز می‌کشد و داخل هر بیمارستان مجهز به اتاق عمل، یافت خواهد شد. تخت عمل، امروزه از پیچیدگی زیادی برخوردار می‌باشد.
تخت جراحی باید به راحتی به حالت پوزیشن‌های جراحی درآید.
- در صورت لزوم جهت پوزیشن دادن به بدن بیمار، وسایل اضافی باید به تخت متصل شود.[۲]
- پرستار باید به تمام جزئیات و نحوهٔ جابجایی اجزای تخت، آشنایی داشته باشد، چرا که ممکن است در یک لحظه اضطراری از او جهت تغییر پوزیشن بیمار کمک گرفته شود.

تخت عمل ممکن است:
- از ناحیهٔ سر یا پا به پایین خم شده یا پایین آورده شود.
- به یک طرف برگردانده شود.
- بالا یا پایین آورده شود.
- جهت انجام اعمال ژنیکولوژی (مثل هیسترکتومی واژینال) یا جراحی ناحیهٔ پا باز شده و پایین آورده شود. به عنوان مثال، در عمل جراحی منیسکتومی، ضروری است که پای بیمار از ناحیهٔ زانو خم شده و آویزان گردد تا جراح به راحتی به محل عمل دسترسی داشته باشد.
- در برخی اتاق‌های عمل بین تخت عمل وبیمار یک پوشش برزنتی قرار می‌دهند تا جابجایی و بلند کردن بیمار توسط این پوشش انجام بگیرد و کار انتقال او آسان گردد.[۳]

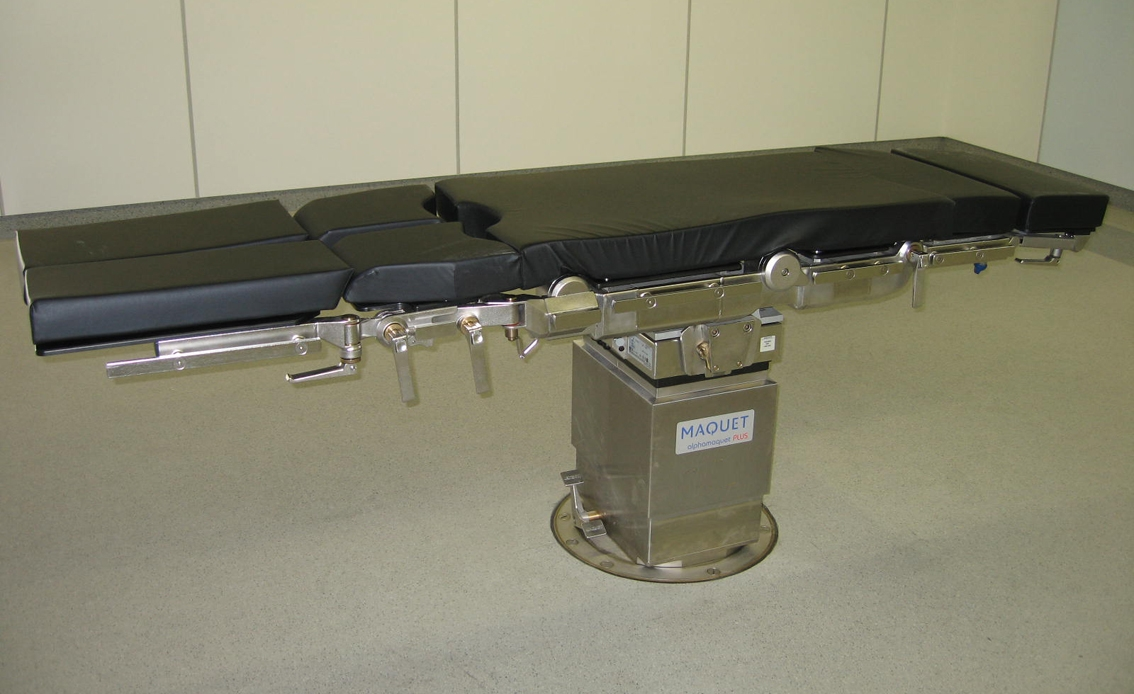
تخت ثابت جراحی

## ویژگی‌های مشترک در تمام تخت‌های عمل
- ایستایی کامل داشته باشند.
- قابلیت نصب قطعات اضافی روی آن وجود داشته باشد.
- ارتفاع آن قابل تنظیم باشد.
- طول و عرض تخت طوری باشد که دسترسی به موضع عمل به راحتی صورت گیرد.
- در زیر بیش‌تر تخت‌های عمل، روغن مخصوصی نصب شده‌است. این پمپ‌ها باعث سهولت کار تغییر وضعیت تخت در جهات بالا، پایین، چپ، راست و سراشیبی و سربالایی می‌شوند.
- روی تمام این تخت‌ها یک تشک اسفنجی با قابلیت جدا شدن و شست‌وشو قرار می‌گیرد. رویهٔ تخت باید در برابر آسیب اجسام برنده و نوک تیز محافظت شود.
- تمام تخت‌های عمل در قسمت پایین یک پدال دارند. این پدال باعث می‌شود که تخت روی زمین نمناک هم به‌طور ثابت نگه داشته شود و در موقع جابجایی نیز به سهولت حرکت نماید و به مکان مناسب منتقل شود.

قسمت‌های مختلف تخت عمل بایستی به‌طور مرتب مورد بررسی قرار گیرند و برای تعمیر و تعویض متعلقات خراب، اقدام شود تا در شروع یا جریان عمل جراحی وقفه و اشکالی پیش نیاید.

## ضمایم تخت عمل
1. ترمز
2. جادستی
3. تسمه تخت
4. تشک اسفنجی
5. اسکرین بیهوشی
6. تکیه گاه مخصوص پا

## پوزیشن‌های تخت جراحی
بیماران بخاطر دراز کشیدن طولانی مدت بر روی تخت، از زخم‌های فشاری رنج خواهند برد و برای همین، پرستاران و جراح تلاش دارند که از این صدمه، جلوگیری بعمل آورند. پوزیشن‌های جراحی از پیش تعیین شده‌اند و به عنوان مثال به وضعیت درآمدن به حالت ترندلنبرگ یا لیتاتومی، لترال به چپ و راست ، دمر یا پرون ، سوپاین ، ترندلنبرگ معکوس، مدل‌هایی از وضعیت‌گیری بیمار و تخت جراحی محسوب می‌گردند.
- بیمار همیشه باید در وضعیتی قرار گیرد تا تیم جراحی به راحتی بتوانند کارهای لازم را برای وی انجام داده و سلامتی وی را حفظ کنند؛ این قرارگیری باید قبل از عمل جراحی و بنا به سن و جنس و شرایط بیماری تعیین گردد.